# Simon Arkell
Simon Arkell, född 1 juli 1966, är en australisk friidrottare. Han deltog vid olympiska sommarspelen 1992 och olympiska sommarspelen 1996.